# Kościół św. Zygmunta i św. Jadwigi Śląskiej w Kędzierzynie-Koźlu
Kościół św. Zygmunta i św. Jadwigi Śląskiej w Kędzierzynie-Koźlu – kościół parafii rzymskokatolickiej w Kędzierzynie-Koźlu, w województwie opolskim, należący do dekanatu Koźle diecezji opolskiej, mający status obiektu zabytkowego, który został ufundowany przez barona Jana von Oppersdorffa, a następnie konsekrowany w 1570, będący jednym z najstarszych obiektów w mieście, zbudowany z cegły, w stylu neogotyckim. Fasada z wejściem głównym usytuowana jest od ulicy Pamięci Sybiraków.

## Architektura
Kościół składa się z nawy głównej zakończonej prezbiterium z ołtarzem wykonanym przez firmę Ericha Adolfa z Wrocławia według proj. prof. Paula Plontke z Berlina oraz dwóch kaplic bocznych (naw) pod wezwaniem Najświętszego Serca Pana Jezusa i Najświętszej Maryi Panny, oraz dobudowanych dwóch wież i zakrystii. Ma następujące wymiary: długość × szerokość = (44,95 × 27,14) m oraz wysokość 34,69 m, a wraz ze szczytowym prętem na kulę i chorągiewkę nawet 37,35 m. Powierzchnia użytkowa kościoła wynosi 700 m², a kubatura 6500 m³.
Budynek jest murowany (początkowo drewniany), pseudohalowy, w stylu neogotyckim, wielokrotnie przebudowywany. Mury otoczone przyporami. Prostokątna w rzucie poziomym wieża główna kościoła o wymiarach (7,10 × 6,65) m i wysokości 37,35 m wykonana została w stylu gotycko-renesansowym z czterema zainstalowanymi dzwonami z napędem elektrycznym, a druga wieża (kruchta) w rzucie poziomym koła o średnicy 3,19 m, jest niższa o wysokości 10,85 m – komunikacyjna, ze schodami kręconymi. Dach dwuspadowy z małą wieżyczką (murem) o wysokości 2,81 m, na sygnaturkę (obecnie zdemontowaną), w środku kalenicy, pokryty dachówką holenderką. 

### Nawa główna
Kościół jest przykryty sklepieniem krzyżowo-żebrowym, a prezbiterium sklepieniem sieciowym, wokół którego umieszczono pięć witraży według proj. Bernharda Latazky z Berlina, z centralnym przedstawiającym scenę ukrzyżowania oraz czterech bocznych poświęconych: Trójcy Świętej, narodzeniu Jezusa, Zmartwychwstaniu i Duchowi Świętemu. 
Retabulum ołtarzowe złożone jest z dwóch blach umieszczonych po obu stronach tabernakulum na których znajduje się osiem scen biblijnych: czterech ze Starego Testamentu (strona prawa) i czterech z Nowego Testamentu (strona lewa) oraz dodatkowymi przymocowanymi do nich drążkami zwieńczonymi figurami aniołów. Na szczycie ołtarza widoczny łaciński napis PANIS VITAE VITIS VERA, co można przetłumaczyć jako „Prawdziwy Chleb i Winorośl Życia”. Pod mensą ołtarzową (antepedium) umieszczono scenę Ostatniej Wieczerzy. Ołtarz od tyłu sygnowany: ALBERT SIEGERT BRESLAU SEPTEMBER 1936. Przy ołtarzu głównym, po lewej stronie znajduje się obraz Matki Bożej Szkaplerznej zwany również obrazem Matki Bożej Opawskiej, a po prawej w mensie umieszczono relikwiarze patronów kościoła wykonane przez artystę Pawła Bagińskiego oraz relikwiarz św. Jana Pawła II i św. Faustyny Kowalskiej. 
W nawie umieszczono na ścianie bocznej od zakrystii figurę św. Zygmunta, a na filarach figury: św. Jana Nepomucena, św. Jacka, św. Jadwigi Śląskiej, św. Melchiora Grodzieckiego i św. Franciszka z Asyżu. W centrum nawy od strony zakrystii znajduje się zabytkowa ambona z baldachimem, połączona ze ścianą kościoła. Sień przy wejściu głównym otoczona ornamentową kratą z zamontowanymi na niej wrotami. W kluczu głównego portalu wejściowego z drzwiami drewnianymi, dwuskrzydłowymi zrekonstruowano datę: 1511, gmerk i krzyż joannitów.

#### Dzwony na wieży kościoła
Na wieży kościoła znajduje się dzwonnica z czterema dzwonami odlanymi w 1958, w odlewni dzwonów w Goduli. 
| Dzwony kościoła św. Zygmunta i św. Jadwigi Śląskiej w Kędzierzynie-Koźlu |                          |           |                      |
| Lp.                                                                      | Nazwa dzwonu             | Waga [kg] | Średnica wieńca [cm] |
| 1.                                                                       | Św. Józef                | 800       | 128                  |
| 2.                                                                       | Św. Maria – Regina Mundi | 680       | 116                  |
| 3.                                                                       | Św. Jacek                | 560       | 110                  |
| 4.                                                                       | Św. Zygmunt              | 400       | 98                   |

### Kaplica Najświętszego Serca Pana Jezusa
Ołtarz boczny w kaplicy Najświętszego Serca Pana Jezusa w formie pentaptyku z centralnym obrazem triumfującego Serca Jezusa oraz czterech bocznych obrazów ze scenami męki Pańskiej pędzla prof. Paula Plontke (modlitwy Jezusa w Ogrójcu, biczowania, cierniem ukoronowania i dźwigania krzyża), usytuowanych na skrzydłach. Po złożeniu skrzydeł wyłania się scena umycia nóg św. Piotrowi przez Jezusa w Wieczerniku. Na szczycie ołtarza umieszczono złoty krzyż, a poniżej niego symbol Ducha Świętego w postaci Gołębicy. Pod mensą ołtarzową (antepedium) umieszczono trzy sceny w postaci reliefów: przemienienia Pańskiego, chrztu Jezusa i objawienia Jezusa św. Marii Magdalenie po Zmartwychwstaniu. Ponadto w kaplicy zawieszono trzy obrazy: obraz Jezusa Miłosiernego, w przejściu do nawy głównej oraz św. Jadwigi Śląskiej i św. Notburgi, na ścianie północno-zachodniej. Na końcu kaplicy pod chórem umieszczono figurę św. Antoniego trzymającego na swym ręku małego Jezusa.

### Kaplica Najświętszej Maryi Panny
W drugiej bocznej kaplicy poświęconej Najświętszej Maryi Pannie umieszczony został obraz Matki Boskiej z Koźla, z lat 1420–1430. Ołtarz wykonany wg projektu Ewy Budniewskiej-Bartek, wykonany w firmie Halupczok w Opolu. Pod posadzką kaplicy znajduje się krypta grobowa trójki krewnych fundatora kościoła z rodu Oppersdorffów. Ponadto w kaplicy umieszczono na filarze figurę św. Anny ze swoją córką Maryją, a na bocznej ścianie św. Józefa trzymającego na swym ręku małego Jezusa. W przedłużeniu tej nawy, idąc dalej, na ścianie południowo-wschodniej wisi gotycki krucyfiks z XVI wieku, a blisko niego znajduje się renesansowa, inskrypcyjna tablica żeliwna z monogramem i kartuszem herbowym zmarłej w 1570 Agnes Wittich. Pod chórem umieszczono figurę Niepokalanego Serca Maryi. Blisko tej figury zawieszono na ścianie końcowej obraz z wizerunkiem św. Jana Pawła II.
W kościele zainstalowano w 1929 organy firmy Rieger (na tabliczce napis: Opus 2406 Rieger), wyposażone w 43 głosy o trzech manuałach, wolnostojące piszczałki prospektowe, pneumatyczne traktury, wiatrownice stożkowe i rezerwuar: 3 miechy pływakowe (główny zasobnik powietrza wraz z podawaczem oraz dwa miechy kompensacyjne). 
Plac wokół kościoła (dawniej cmentarz) otoczony jest murem oporowym. Za prezbiterium na postumencie stoi figura Chrystusa, a koło głównego wejścia krzyż misyjny z 1930. Przy bocznym wejściu (zachodnim) znajduje się grobowiec zmarłych ostatnich proboszczów parafii.

## Historia
| Kalendarium kościoła św. Zygmunta i św. Jadwigi Śląskiej w Kędzierzynie-Koźlu | |
| Data                                                                          | Wydarzenie |
| 1293                                                                          | pierwsza wzmianka w zachowanych dokumentach |
| początek XIV wieku                                                            | dobudowanie do kościoła od strony południowej kaplicy Najświętszej Marii Panny                                                                                               |
| 1323                                                                          | konsekracja kaplicy NMP |
| ok. 1420                                                                      | przybycie do kościoła obrazu Matki Boskiej z Koźla |
| 20/21 sierpnia 1454                                                           | kościół spłonął w pożarze miasta, przetrwała jedynie kaplica NMP |
| 1489                                                                          | początek odbudowy kościoła |
| 1570                                                                          | ponowna konsekracja kościoła pw. św. Zygmunta, dobudowanie wieży w południowo-zachodnim narożniku kościoła                                                                   |
| 1618–1648                                                                     | kościół wielokrotnie plądrowany przez Duńczyków i Szwedów |
| ok. 1688                                                                      | patronką kościoła staje się również św. Jadwiga Śląska |
| 1807                                                                          | poważne uszkodzenia kościoła w wyniku oblężenia miasta przez wojska napoleońskie                                                                                             |
| 1812                                                                          | przekazanie kościołowi z aukcji majątku franciszkanów kozielskich obrazu Matki Bożej Opawskiej przez mieszczanina Bredela                                                    |
| druga połowa XIX wieku                                                        | gruntowny remont kościoła w stylu neogotyckim |
| 1924                                                                          | montaż instalacji elektrycznej w kościele |
| 1929                                                                          | instalacja organów na chórze kościoła |
| 1932                                                                          | instalacja centralnego ogrzewania w kościele |
| 1932–1934                                                                     | wbudowanie pięciu nowych witraży w prezbiterium kościoła |
| 1938                                                                          | generalny remont kościoła, budowa nowych ołtarzy: głównego i Najświętszego Serca Pana Jezusa, odkrycie krypty grobowej w kaplicy NMP                                         |
| 1996                                                                          | modernizacja prezbiterium oraz budowa nowego ołtarza w kaplicy NMP |
| 27 października 2002                                                          | wprowadzenie relikwii św. Jadwigi Śląskiej do kościoła (cząstka kości prawego ramienia)                                                                                      |
| 23 lutego 2003                                                                | wprowadzenie relikwii św. Faustyny Kowalskiej ZMBM do kościoła |
| 11 maja 2003                                                                  | wprowadzenie relikwii św. Zygmunta do kościoła (fragment kości czaszki) |
| 29 lutego 2004                                                                | powrót do kaplicy NMP z renowacji obrazu Matki Boskiej z Koźla |
| 2016                                                                          | wprowadzenie relikwii papieża św. Jana Pawła II do kościoła |
| 2022–2023                                                                     | kompleksowy remont kościoła z jego otoczeniem (ściany wewnętrzne i zewnętrzne, ogrzewanie, plac kościelny) finansowany m.in. z przyznanej w 2018 dotacji z Unii Europejskiej |

## Pochowani w kryptach i przy kościele
Pod posadzką kościoła znajduje się kilka nieudostępnionych (zamurowanych) krypt grobowych. Największa z nich – krypta Świętego Krzyża, znajdująca się pod nawą główną kościoła, rozciągnięta – mniej więcej – od prezbiterium do chóru została utworzona na początku XVII wieku. Najstarsza krypta z 1596 o wymiarach poziomych (5 × 3) m i wysokości 2,5 m położona jest pod posadzką w podziemiach kaplicy Najświętszej Marii Panny. Ostatni raz krypta ta była otwarta w 1997 podczas remontu po powodzi, po czym została zamknięta. Jak wykazały prowadzone w latach 90. XX wieku badania, pod kościołem zachowało się więcej pochówków, m.in. matki z noworodkiem. Herbert Probe podaje, że w 1323 pod kaplicą została zbudowana krypta książęca kozielskich Piastów. 
| Lista pochowanych kościoła św. Zygmunta i św. Jadwigi Śląskiej w Kędzierzynie-Koźlu |                                                              |                                                                                      |
| Lp.                                                                                 | Osoba                                                        | Uwagi                                                                                |
| Krypta grobowa pod kaplicą NMP                                                      |                                                              |                                                                                      |
| 1.                                                                                  | Ursula von Hake (†1596)                                      | matka barona Wilhelma II von Oppersdorff-Aich-Friedsteina                            |
| 2.                                                                                  | hrabina von Hardeck (†1607)                                  | właścicielka Kłodzka, szwagierka barona Wilhelma II von Oppersdorff-Aich-Friedsteina |
| 3.                                                                                  | baron Wilhelm II von Oppersdorff-Aich-Friedstein (1554–1598) | bratanek fundatora kościoła barona Jana von Oppersdorffa                             |
| Krypta grobowa Świętego Krzyża pod nawą główną                                      |                                                              |                                                                                      |
| 1.                                                                                  | płk Friedrich Arnold von Foris (†1745)                       | komendant twierdzy kozielskiej                                                       |
| 2.                                                                                  | gen. baron Andreas von Kochicki                              | generał wojsk szwedzkich, zmarły w więzieniu w Wiedniu                               |
| 3.                                                                                  | Josef Kostalski                                              | mistrz kominiarski                                                                   |
| 4.                                                                                  | gen. mjr Johann Georg von Lehmann (1688–1750)                | komendant twierdzy kozielskiej                                                       |
| 5.                                                                                  | gen. bryg. Heinrich von Saldern (1694–1745)                  | komendant twierdzy kozielskiej                                                       |
| 6.                                                                                  | Herman Zajontzek                                             | kasztelan kozielskiego zamku                                                         |
| ...                                                                                 | ...                                                          | ...                                                                                  |
| Grobowiec przy kościele                                                             |                                                              |                                                                                      |
| 1.                                                                                  | ks. Ludwik Rutyna (1917–2010)                                | polski duchowny rzymskokatolicki, proboszcz parafii, infułat i działacz kresowy      |
| 2.                                                                                  | ks. dr Alfons Schubert (1937–2020)                           | polski duchowny rzymskokatolicki, proboszcz parafii                                  |